# Aparat apikalny

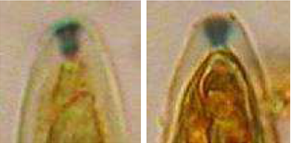
Aparat apikalny u Hysteropezizella

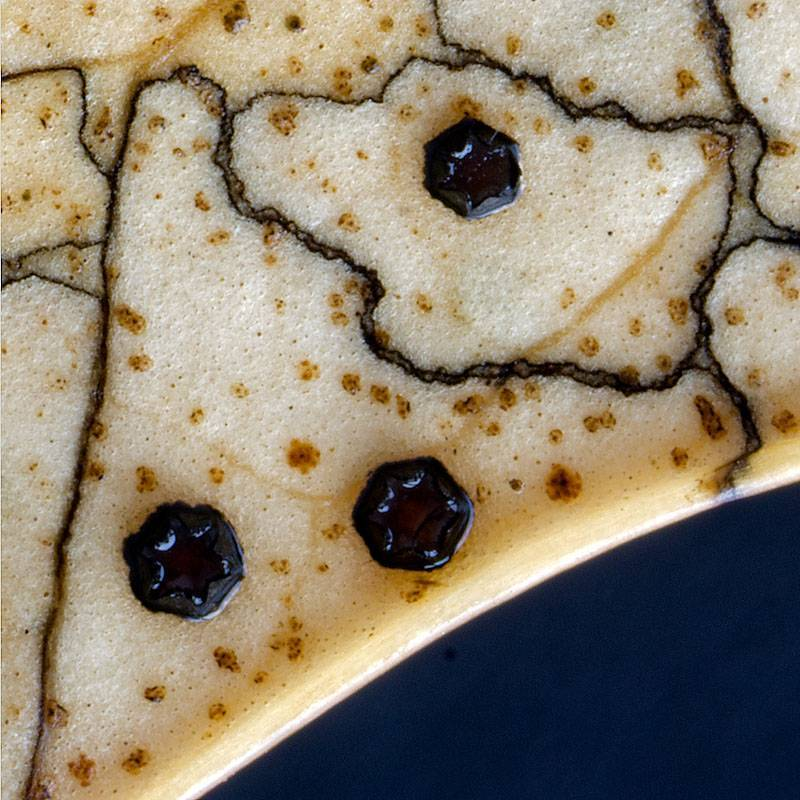
Gwiaździste aparaty apikalne na apotecjach Coccomyces dentatus

Aparat apikalny, pierścień apikalny lub aparat szczytowy (ang. Ascus apex) – struktura na szczycie worków u workowców. Występuje w workach jednościennych (unitunikowych) i bierze udział w wydostawaniu się askospor z tych worków. W zależności od budowy aparatu apikalnego wyróżnia się 3 typy tych worków:
- dzióbkowe, posiadające na szczycie dzióbek. Jest to wydłużony szczyt wewnętrznej ściany worka z wąską szparą, przez którą wydostają się zarodniki. Występują np. u Hypocreales;
- annelowe, występujące np. u Helotiales. Mają wyraźny pierścień otaczający otwór, przez który wyrzucane są zarodniki;
- hypodermatowe, występujące np. u Rhytismatales. Mają słabo widoczny pierścień[2].

Reakcja pierścienia w aparacie apikalnym z jodyną lub odczynnikiem Melzera jest jedną z prób przy diagnozowaniu gatunków. Pierścień ten może być amyloidalny, gdy pod wpływem jodyny barwi się na niebiesko, lub nieamyloidalny, gdy jodyna nie wybarwia go na niebiesko.